# El Comercio
El Comercio är en dagstidning i Peru. Den utkommer med en upplaga på mer än 120 000 exemplar dagligen. Tidningen grundades 1839, vilket gör den till den äldsta och mest betydande tidningen i landet och en av de äldsta som ges ut på spanska språket.

## Grundandet
El Comercio grundades den 4 maj 1839 av chilenaren Manuel Amunátegui och  argentinaren Alejandro Villota. Priset på första numret var 1 real i silver, vilket 1863, med tillämpning av decimalsystemet motsvarar 10 centavos.. Tidningens valspråk löd: "Orden, libertad, saber" (ungefär: "Ordning, frihet, vetskap"). Ursprungligen var det en kvällstidning. Men, från och med augusti samma år, blev El Comercio en litterär och politisk affärstidning. Amunátegui lämnade ifrån sig kontrollen av tidningen 1875 till José Antonio Miró Quesada från Panama, och tidningen har sedan dess varit i familjen Miró Quesadas kontroll.

## Politiska och ideologiska påtryckningar
Under Stillahavskrigen, ställde sig El Comercio negativt till Dreyfusavtalet. På grund av ideologiska påtryckningar stängdes El Comercio den 16 januari 1880. Nästan fem år senare, den 23 oktober 1884, utkom tidningen igen. 
Justitieministern Aurelio Pastor Valdivieso anmälde den 16 mars 2010 ett ingripande av familjen Miró Quesada (ägare till Grupo El Comercio) som för att ta tillvara sina intressen försökt få bort honom från posten, något som sedan också hände några timmar senare.

## El Comercio under 1900-talet

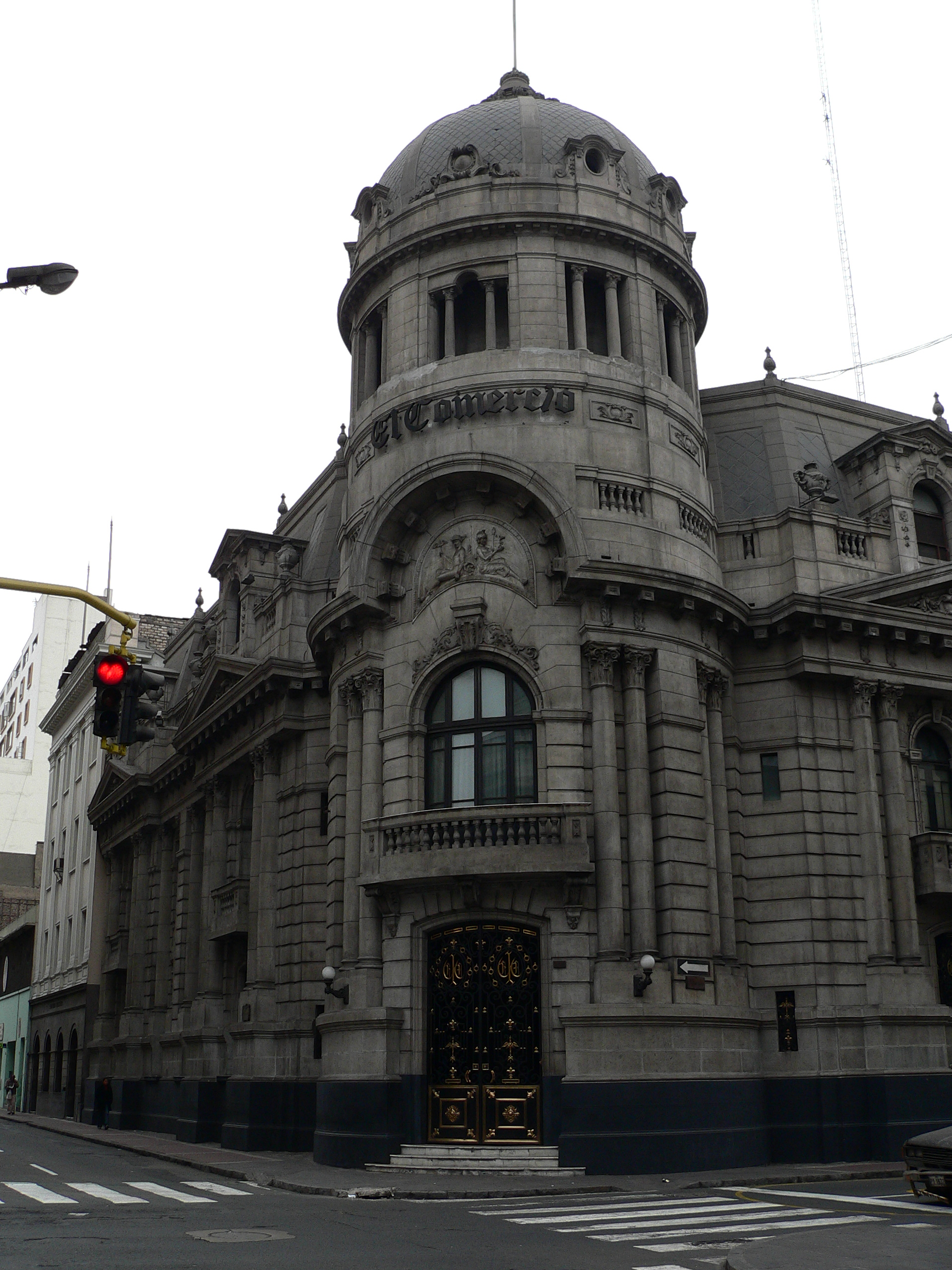
El Comercios byggnad i centrala delarna av det historiska Lima.

I början av 1900-talet omvandlas El Comercio till att bli den mest betydande tidningen i landet. Sedan övertar  Antonio Miró Quesada de la Guerra ledningen och blir tillsammans med sin hustru, mördad av en fanatisk apristaanhängare 1935. Därefter begår några andra medlemmar i familjen Miró Quesada i El Comercios ledning självmord.
Under 1950-talet, genom konkurrensen med nya medier som radion, beslöt El Comercio att anpassa sig till förändringarna och den 2 maj 1959 utkom den sista tidningen som hade annonser på förstasidan. Den 4 maj samma år (jubileumsdatum) utkom det första numret av tidningen med nyheter på förstasidan.
1962, utkommer El Comercio Gráfico för att ersätta kvällsupplagan av El Comercio. 1971 blev den ersatt av den dagligt utkommande sporttidningen Afición.
Regeringen under Juan Velasco Alvarado exproprierade dagspressen i mitten av 1974. Då gavs tidningen ut för att i teorin tjäna landsbygden, men kom i praktiken att bli ett språkrör för militärregimen.
Den peruanska pressen återfick sina lagliga rättigheter genom presidenten Fernando Belaúnde Terry den 28 juli 1980. Det var den första åtgärden han vidtog samma dag som han tillträdde som president för andra gången.
1982 övergav tidningen det gamla systemet med sättmaskiner och började layoutas med datorer. Två år senare i juni 1984 invigdes i Pueblo Libre i Lima ett modernt tidningstryckeri med rulloffset i färg.
Detta har i sin tur förnyats i mitten av 1990-talet genom implementering av ett nytt prepressystem, fotosättning och redigering och även av ny rulloffset. Allt detta har gjort att tidningen sedan 1999 har fått en modern layour i ett format något mindre än den traditionella standard som använts sedan tidningen grundades.

## Dagens El Comercio

El Comercios nuvarande logotyp.

El Comercio fortsätter att styras av aktieägare från familjen Miró Quesada, men leds av en person utanför densamma; för närvarande är César Pardo Figueroa Turner verkställande direktör.
I slutet av 2008 i samband med lanseringen av en regional upplaga i norr, började El Comercio ge ut lokala tidningar i några städer i Perú. Men mer än 90 procent av läsarna finns i  Lima.
Till samma tidningsförlag hör dagstidningarna Perú 21, Trome, Gestión, Depor och tidningarna Somos, Casa och specialutgåvorna Más Edición Especial, Mi Hogar Edición Especial, Ruedas & Tuercas, PC World, Fausto och Eva.

## Direktörer
- 1839–1875 Manuel Amunátegui
- 1839–1861 Alejandro Villota
- 1876–1898 Luis Carranza
- 1875–1905 José Antonio Miró Quesada
- 1905–1935 Antonio Miró Quesada de la Guerra
- 1935–1950 Aurelio Miró Quesada de la Guerra
- 1935–1974 Luis Miró Quesada de la Guerra
- 1974–1980 (tidningen kontrollerad av regeringen Juan Velasco Alvarado)
- 1980–1981 Óscar Miró Quesada de la Guerra
- 1980–1998 Aurelio Miró Quesada Sosa
- 1980–Actualidad Alejandro Miró Quesada Garland
- 1999–2008 Alejandro Miró Quesada Cisneros
- 2005– Francisco Miró Quesada Cantuarias
- 2008– Francisco Miró Quesada Rada